# Astronium lecointei
Astronium lecointei (cuta,  Goncalo alves, muiracatiara) es una especie de árbol maderable perteneciente a la familia de las anacardiáceas.

## Descripción
Es un árbol de fuste muy recto, altísimo, de 40 m, y copa final globosa.

## Distribución
Es nativo de Bolivia, Brasil, Ecuador, Surinam, Venezuela y del Perú.

## Usos
Para construcciones civiles pesadas, embarcaciones, torneados,  chapas, instrumentos musicales. Se usó su madera en los parqués en el Burj Khalifa.
Presenta madera de variados tonos del marrón, rosa pálido a beige amarillento, y torna rojo oscuro expuesto al sol; brillo moderado.

### Densidad
Madera muy pesada de 930 kg/m³.

## Taxonomía
Astronium lecointei fue descrita por Adolpho Ducke y publicado en Archivos do Jardim Botânico do Rio de Janeiro 3: 202. 1922.